# Ка'б ібн аль-Ашраф
Ка'б ібн аль-Ашраф (івр. כעב אבן אלאשרף, араб. كعب بن الأشرف) — ранньоарабський поет, єврей з Медини із племені Бану Надір.

## Життєпис
Писав вірші для курайшитів із закликом до того, щоб вони вбивали і розправлялися над тими, хто прийняв іслам і здолав їх у битві при Бадрі, ображав мусульманських жінок і критикував ісламського пророка Мухаммеда, сучасником якого був, зокрема писав про нього сатиричні вірші, і вбитий за його наказом. За іронією долі, нині відомий переважно завдяки своєму політичному супротивнику.
Убивство Ка'ба, або принаймні його санкціювання, — одне із сучасних звинувачень проти Мухаммеда, а також елемент критики ісламу.
Мотивом для замаху стало бажання Мухаммеда припинити діяльність поета. Щоб зупинити його діяльність, Мухаммед санкціював убивство. Вимогу кари винесено через підбурювання Ка'бом курайшитів, його заклик убивати мусульман і вести боротьбу з Мухаммедом.